# Aphis smilacisina
Aphis smilacisina är en insektsart. Aphis smilacisina ingår i släktet Aphis och familjen långrörsbladlöss. Inga underarter finns listade i Catalogue of Life.